# Església de Sant Roc i Sant Sebastià
L'Església de Sant Roc i Sant Sebastià d'Alcoi (l'Alcoià, País Valencià) està situada en l'avinguda de L'Albereda número 1.
Encara que van existir a Alcoi amb anterioritat dues capelles dedicades a Sant Roc, l'última d'elles molt prop de l'actual, ambdues van desaparéixer. L'actual església de Sant Roc va començar les seues obres l'1 de maig de 1915. És obra de l'arquitecte alcoià Vicent Pascual Pastor i l'execució va ser a càrrec del mestre Antonio Segura (Villena).
En 1926, es van construir nous locals en la part posterior de l'església, de manera que va quedar tota l'església per al culte. Durant la guerra civil espanyola, el seu interior va ser desvalisat i va sofrir importants danys a causa de la proximitat dels bombardejos dirigits contra la Subestació d'Hidroelèctrica d'Alcoi, molt propera a l'església.
Entre 1940 i 1942, es va iniciar la reconstrucció del temple, la construcció del campanar va ser a càrrec de l'arquitecte alcoià Joaquín Aracil Aznary es va canviar la decoració neoclàssica inicial per la neogòtic actual.
Durant els anys 1960 i 1965, s'àmplia la construcció d'un altre tram de l'església on es col·loca el púlpit, un nou presbiteri sota una torre octogonal i el cor baix.